# 19291 Karelzeman
19291 Karelzeman è un asteroide della fascia principale. Scoperto nel 1996, presenta un'orbita caratterizzata da un semiasse maggiore pari a 3,1753894 UA e da un'eccentricità di 0,1361245, inclinata di 16,36094° rispetto all'eclittica.